# Vida oculta de Jesús

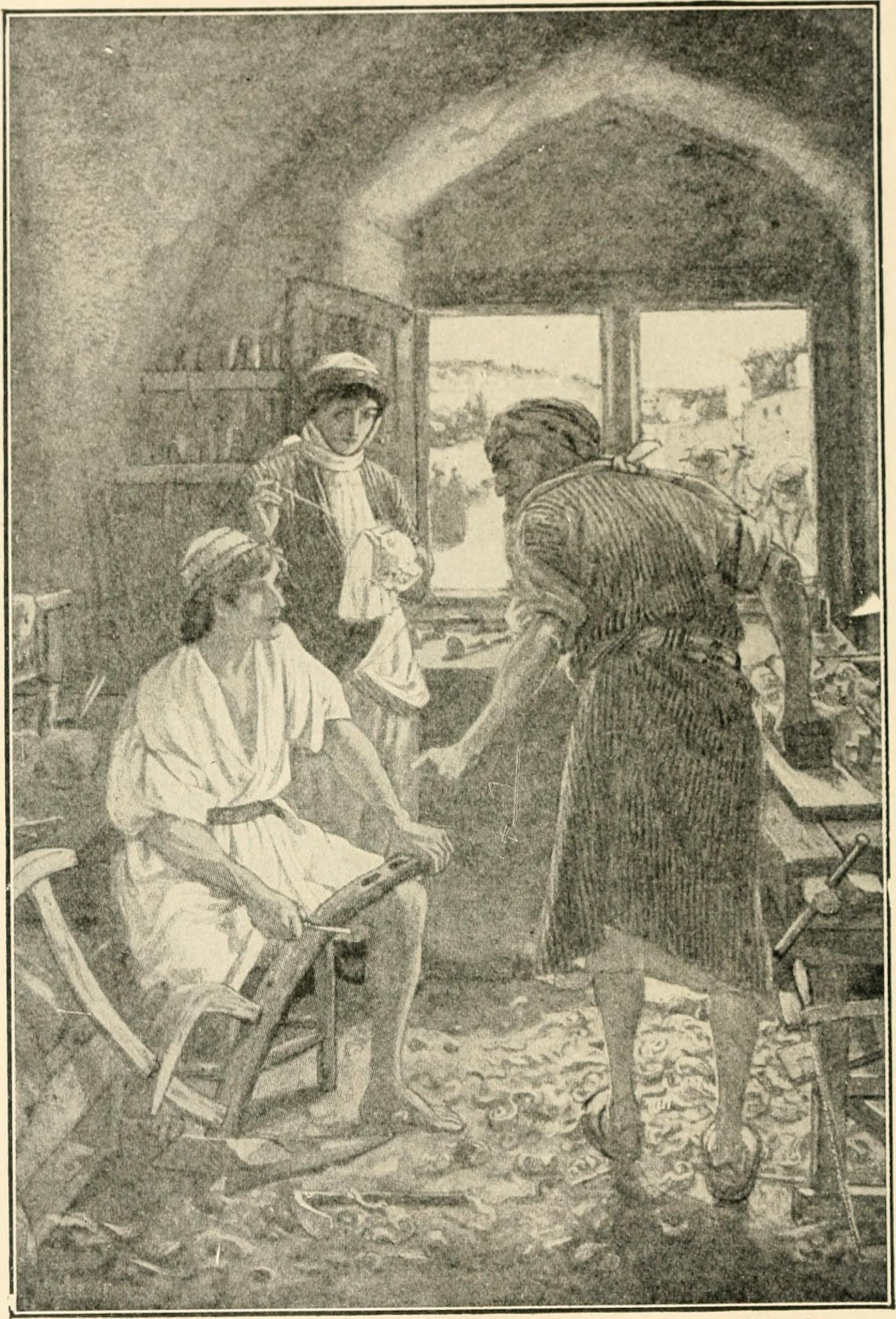
Jesús aprendiendo carpintería, cuadro de Jesse Lyman Hurlbut.

La expresión vida oculta de Jesús hace referencia al periodo indocumentado entre la infancia de Jesús de Nazaret y el comienzo de su ministerio según relata el Nuevo Testamento.
Los evangelios relatan el nacimiento de Jesús, y el subsiguiente viaje a Egipto para librarse de la furia de Herodes I el Grande (Mateo 2:13-23). Hay una referencia general a que María y el joven Jesús vivieron en Nazaret (2:23 Mateo; Lucas. 2:39-40). También hay un relato aislado de la visita de José de Nazaret, María, y Jesús a la ciudad de Jerusalén para celebrar la Pascua, cuando Jesús tenía doce años de edad (Lucas 2:41-50).
Después de ese episodio, hay una laguna de 18 años en la vida de Cristo (desde los 12 a los 30 años).[cita requerida] Aparte de la alusión genérica de que Jesús avanzaba en sabiduría, estatura, y en el favor de Dios y el hombre (Lucas 2:52), la Biblia no dice algo más sobre su vida en este período. Una suposición común entre los cristianos es que Jesús simplemente vivió en Nazaret durante ese tiempo.

## Interpretación de la Iglesia católica
San Lucas concluye los episodios de la infancia con un resumen de la vida de Jesús y María en esos años: tres cortas frases de una riqueza extraordinaria, y que son como un estribillo del Evangelio de la infancia. Jesús «les estaba sujeto». En el episodio anterior, se mostraba a Jesús obediente a la voluntad del Padre; pero obedecer a Dios, para Jesús, es también obedecer a la voluntad de sus padres: Cristo, a quien estaba sujeto el universo, se sujetó a los suyos». Obedeciendo, a sus padres, Jesús «crecía». Si toda la vida de Cristo es Revelación del Padre, también:
«esos años ocultos del Señor no son algo sin significado, ni tampoco una simple preparación de los años que vendrían después: los de su vida pública. (…) Dios desea que los cristianos tomen ejemplo de toda la vida del Señor: (…) el Señor quiere que muchas almas encuentren su camino en los años de vida callada y sin brillo» 
De María se dice que «guardaba todas estas cosas en el corazón». El término traducido por «cosas» también puede significar «palabras». De esa manera el evangelista enseña que en María no sólo se cumplió la palabra del Señor, sino que en Ella se anticipa lo que Jesucristo determina que es característica fundamental de la vida de sus discípulos: oír la palabra del Señor, guardarla y cumplirla:
«Que en todos resida el alma de María para glorificar al Señor; que en todos esté el espíritu de María para alegrarse en Dios. Porque si corporalmente no hay más que una Madre de Cristo, en cambio, por la fe, Cristo es el fruto de todos; pues toda alma recibe la Palabra de Dios, a condición de que, sin mancha y preservada de los vicios, guarde la castidad con una pureza intachable» 

## Formación académica
Principalmente, Jesús pudo haberse formado en la cultura de su pueblo. Lo habitual era que los niños de esa época fueran al colegio de la sinagoga de Nazaret, ciudad donde pasó los primeros años de su vida. La educación escolar estaba dividida en dos niveles. Primero, estudiaban en la llamada Casa del Libro, como una escuela primaria, donde también aprendían a leer los libros sagrados en hebreo, se empezaba con el alfabeto en un pizarrón y luego memorizaban la Torá.
Después le seguía como el nivel secundario, la Casa de la Interpretación, que era opcional. Allí aprendían los elementos básicos para cumplir las leyes judías y la manera de interpretarlas. Es posible, que Jesús haya estudiado en esta Casa, y si es que la terminó, profundizaría las Escrituras en el Templo de Jerusalén con un maestro o rabino. Se supone que también sabía hebreo, arameo, latín y griego.[cita requerida]

## Hipótesis sobre la vida oculta de Jesús
Varios autores han afirmado haber encontrado pruebas de la existencia de escritos en India y Tíbet que apoyan la creencia de que Cristo estuvo en la India durante este periodo de su vida. Se citan antiguas creencias en varios lugares de la India de que Jesús pasó por allí en la antigüedad. Un manuscrito sobre una visita de Jesús al Tíbet fue relatado por Nicolás Notovitch (1894). Subsiguientemente, varios otros autores escribieron sobre el asunto, incluyendo la líder religiosa Mirza Ghulam Ahmad (1899), Levi H. Dowling (1908), Swami Abhedananda, Nikolái Roerich (1923–1928) Ninguna prueba documental verificable ha sido aportada sobre estas teorías no científicas ni históricas, que quedan en el rango de la fantasía.

### El evangelio de Acuario de Jesús el Cristo
El "Evangelio de Acuario" por Levi H. Dowling, fue escrito en 1908, ha sido publicado constantemente desde entonces, y ha sido traducido a varios idiomas. Afirma ser la historia verdadera de la vida de Jesús, incluyendo los dieciocho años "perdidos" silenciados en el Nuevo Testamento. El relato sigue al joven Jesús a través de India, Tíbet, Persia, Asiria, Grecia y Egipto.
El autor practicó meditación durante 40 años para poder leer los "registros akásicos", materia sutil donde estaría registrado todo hecho del pasado. Escribió el libro siempre entre las 2 y las 6 de la mañana. El libro consta de 22 capítulos que abarcan toda la vida de Jesús, desde su nacimiento hasta su muerte. Los 3 últimos años de su predicación en Judea y alrededores son similares al relato de la Biblia pero con más elementos esotéricos. El libro afirma ser el Evangelio que se usará en la próxima Era de Acuario.

### Jesús y la India

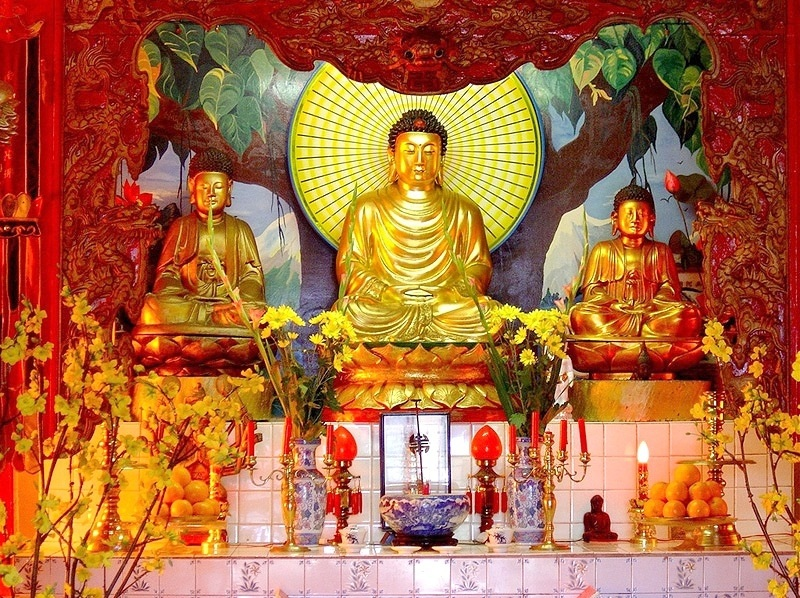
Según algunas especulaciones, Cristo pudo seguir dogmas budistas.

Gruber y Kersten (1995) afirman que el budismo tuvo una influencia sustancial en la vida y las enseñanzas de Jesús. Afirman que Jesús fue influenciado por las enseñanzas y prácticas de los "Terapeutas", descritos por los autores como maestros de la escuela Budista Theravada que estaba establecida en Judea.
Aseveran que Jesús vivió la vida de un budista ideal y enseñaba el budismo a sus discípulos; su trabajo sigue los pasos del erudito del Nuevo Testamento de Oxford Burnett Hillman Streeter, quien estableció ya en la década de 1930 que la enseñanza moral de Buda tiene cuatro parecidos notables con el Sermón de la Montaña" 6."
Algunos eruditos creen que Jesús pudo haber estado inspirado por la religión budista y que el Evangelio de Tomás y muchos textos de los manuscritos encontrados en Nag Hammadi, Egipto, reflejan esta posibilidad. Libros como Los Evangelio gnósticos y Más allá de las creencias: el Evangelio secreto de Tomás por Elaine Pagels y El Jesús Original por Gruber y Kersten discuten estas teorías. El título 'Jesus in Kashmir, The Lost Tomb' de Suzanne Olsson examina posibles evidencias sobre la estancia de Jesús Cristo en la India.

### El santo Issa
En 1887 el corresponsal de guerra ruso Nicolás Notovitch visitó India y Tíbet. Afirmó que, en la lamasería o monasterio de Hemis Ladakh, oyó hablar de un manuscrito sobre la "Vida del Santo Issa, el Mejor de los Hijos de Hombres". Issa es el nombre árabe de Jesús. Su historia, junto con un texto traducido de la "Vida del Santo Issa", fue publicada en francés en 1894 con el nombre de "La vida desconocida de Jesucristo", y subsiguientemente traducida al inglés, alemán, español, e italiano.
Las escrituras de Notovitch crearon inmediatamente controversia. Max Mueller, orientalista alemán, publicó una carta que había recibido de un oficial colonial británico manifestando que la presencia de Notovitch en Ladakh "no estaba documentada".
J. Archibald Douglas, entonces profesor de la Facultad de Agra también visitó el monasterio Hemis en 1895, pero afirmó que no encontró ninguna prueba de que Notovich hubiera estado allí. Hay muy poca información biográfica acerca de Notovitch y no hay registro de su muerte.3
El diario del Dr. Karl Rudolph Marx del Ladane Charitable Dispensary, un misionero de la Orden de los Hermanos de Moravia, y director del hospital en Leh, declaró claramente que trató a Nicolás Notovitch por un dolor de muelas agudo en noviembre de 1887. Edgar J. Goodspeed en su libro "Bulos Bíblicos famosos" afirma que el abad principal de la comunidad Hemis firmó un documento denunciando a Notovitch como un mentiroso categórico, pero esta afirmación no se ha verificado independientemente.
Las pruebas de visitantes posteriores aún no habían tenido lugar, y Notovich respondió a estas afirmaciones que el lama de Hemis había negado la existencia del manuscrito para evitar investigaciones por su valor para el mundo, con riesgo de ser confiscado o robado. Los expertos en Tíbet Snellgrove y Skorupski escribieron a los monjes en Hemis, y dijeron que "parecen convencidos de que todos los extranjeros roban si pueden. De hecho han sufrido muchos robos importantes estos últimos años". Notovitch también facilitó los nombres de varias personas de la región que podían demostrar su presencia allí.
En 1922, después de dudar inicialmente de Notovitch, Swami Abhedananda, discípulo de Sri Ramakrishna, y bien conocido de cerca por Max Müller, viajó al Tíbet, investigó el asunto, y el lama le mostró el manuscrito y con su ayuda tradujo parte del documento. Más tarde defendió las afirmaciones de Notovitch.2. Como habló en el funeral de Max Müller, su oposición a la afirmación de Müller de que el documento de Notovitch era una falsificación, no fue asunto sin importancia.
Varios autores han tomado estos relatos y los han ampliado en sus obras. Por ejemplo, en su libro "Los Años Perdidos de Jesús: Prueba Documental del Viaje de 17 años de Jesús a Oriente", Elizabeth Clare Prophet se refiere a los escritos budistas que prueban que Jesús viajó a través de India, Nepal, Ladakh y Tíbet. Sin embargo, retoma las objeciones y refutaciones de la Vida de San Issa, refiriéndose con detalle a ambas opiniones de la controversia. Observa que "el hecho que Douglas no viese una copia del manuscrito no es prueba decisiva de que no existió, al igual que la afirmación de Notovitch de que existe".
Otros investigadores no solo descartan la veracidad del códice, sino que explican el porqué de la trama. Marcel Theroux es un novelista y locutor británico-estadounidense que ha publicado The secret books, un libro basado en su investigación sobre la vida de Nicolas Notovitch. El autor describe cómo descubrió que "lejos de ser un noble ruso, Notovitch era en realidad un niño judío de una región oscura del Imperio ruso. Creo que su afirmación de haber descubierto un evangelio perdido fue un intento, estrafalario pero ineficaz, de frenar la ola de antisemitismo que estaba cobrando fuerza en toda Europa a finales del siglo XIX".

### Cristo y Krishna
La idea de Jesús en India ha sido asociada con el libro de Louis Jacolliot "La Biblia en la India, o la Vida de Jesús Christna", (1869) (The Bible in India, or the Life of Jezeus Christna), pero no hay conexión directa entre sus escritos y los manuscritos de Himmis.
Jacolliot compara los relatos de la vida de Bhagavan Krishna con los de Jesucristo de los evangelios y concluye que no puede haber sido coincidencia casual que las dos historias tengan tantas similitudes en muchos de los detalles más profundos. Concluye que el relato de los evangelios es un mito basado en la mitología de la antigua India., (Ramakrishna, Vivekananda, Sivananda entre otros), han escrito que las similitudes de las vidas de dos de las figuras más importantes de la religión de occidente y oriente, (Cristo y Krishna), son prueba de la divina armonía que une las grandes religiones de este y oeste.
Sin Embargo, Jacolliot está comparando dos períodos diferentes de la historia (o la mitología) y no afirma que Jesús estuviera en India. Deletrea "Krishna" como "Cristna" y afirma que los discípulos de Krishna le dieron el nombre de Jesús, un nombre supuesto que significaba "esencia pura" en sánscrito, aunque no es una palabra sánscrita en absoluto, por lo que esto simplemente fue inventado por Jacoillot."
Paramahansa Yogananda afirma que las palabras Cristo y Krishna tienen igual significado y etimología, siendo la conciencia crística o conciencia de Krishna un alto estado de consciencia que pocos o quizá solamente ellos alcanzaron. También afirma que este título de Cristo le fue impartido a Jesús en la India tras haber aprendido yoga y meditación con los más altos yoguis y lamas. En sus libros "El Yoga de Jesús", y "La Segunda Venida de Cristo", habla de los años que Jesús pasó en la India. Estos libros tratan también de las coincidencias entre los evangelios y el yoga.

### Bhavishya Maha Purana
Según Kersten, el Bhavishya Maha Purana, en el Pratisargaarvan (19.17-32), texto adivinatorio de sucesos futuros, describe así la llegada de Jesús:
"Un día, Shalivahana, el jefe de los Shakas, vino a una montaña nevada (se asume que el Himalaya), y allí, en la Tierra de los Hun (= Ladakh, parte del imperio Kushan), el rey poderoso vio a un hombre bien parecido sentado en una montaña. Su piel era como el cobre y llevaba ropa blanca. El rey le preguntó al hombre santo que quién era. El otro contestó: "Me llaman Isaputra (hijo de Dios), nacido de una virgen, ministro de los no creyentes, siempre en busca de la verdad.
Oh rey, presta atención a la religión que traje para los no creyentes... Mediante la justicia, la verdad, la meditación, y la unidad de espíritu, el hombre encontrará su camino a Isa (Dios en sánscrito) que habita en el centro de Luz, quien permanece constante como el sol, y que disuelve todas las cosas transitorias para siempre. La imagen dichosa de Isa, el donante de felicidad, fue revelada en el corazón; y me llamaron Isa Masih (Jesús el Mesías).'" 12"

### Doctrina del Islam Ahmadiyya
Según algunos musulmanes del subcontinente, los Ahmadiyyas en particular, los escritos suplementarios de Mahoma mencionan que Jesús murió en la región de Cachemira a la edad de 120 años. Los Ahmadiyyas han apoyado esta opinión durante más de 100 años consecutivos. Las fuentes musulmanas y persas se proponen rastrear la estancia temporal de Jesús, conocido como Isa, o Yuz Asaf ("líder de los sanados") a lo largo de la vieja Ruta de la Seda hasta oriente. Los libros "Cristo en Cachemira" por Aziz Kashmiri, "Jesús vivió y murió en Cachemira" de Andreas Faber-Kaiser, y "Jesús vivió en India" por Holger Kersten, enumeran documentos y artículos en apoyo de esta opinión .
Creen que Yuz Asaf esté sepultado en el santuario de Roza Bal en Srinagar. El canal National Geographic, tiene un documental titulado Misterios de la Biblia que se refiere al manuscrito de Hemis y relatos similares como "historias descabelladas de Jesús viajando a la India para estudiar con místicos del este". El documental repite el relato de J. Archibald Douglas y la negativa del lama de la existencia del escrito y no menciona nunca las pruebas positivas de los Sr Swami Abhedananda y Nikolái Roerich.

### Glastonbury

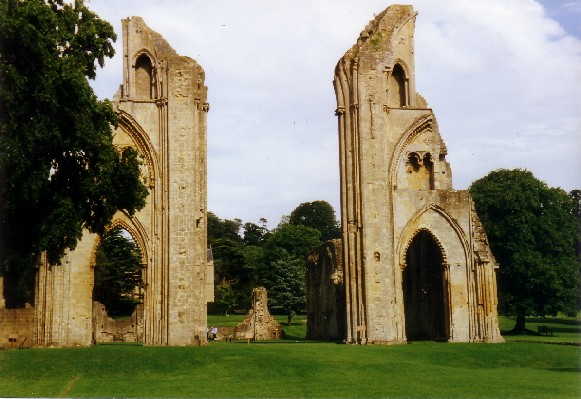
Se dice que Cristo pisó tierras británicas.

Se cuenta que José de Arimatea habría puesto finalmente la primera piedra de la primera iglesia cristiana: la Vetusta Ecclesia, la iglesia más antigua del reino insular de la que habla una leyenda, aunque no hay prueba arqueológica ni histórica alguna de ello.
Muchos habitantes de Glastonbury siguen estando convencidos actualmente de que en su tiempo estuvo como comerciante de estaño, junto con su sobrino adolescente, Jesús, en este brumoso páramo de Glastonbury para aprender en la academia druida la sabiduría celta por boca de los sacerdotes.[cita requerida]